# Coppa delle Alpi 1985
La Coppa delle Alpi 1985 è stata la venticinquesima edizione del torneo. Vi hanno partecipato squadre del campionato francese e svizzero.
Ad aggiudicarsi la coppa fu l'Auxerre. Il club francese batté in finale, il Monaco con il risultato di 1-0.

## Squadre partecipanti
- Auxerre
- Grasshoppers
- La Chaux-de-Fonds
- Losanna
- Nantes
- Neuchâtel Xamax
- Monaco
- Sochaux

## Finale
| Auxerre 5 gennaio 1986                       | Auxerre   | 1 – 0 | Monaco | Stadio Abbé-Deschamps |
| \| \| \| \| \| Ferrer 37’ \| Marcatori \| \| |           |       |        |                       |
|                                              |           |       |        |                       |
| Ferrer 37’                                   | Marcatori |       |        |                       |